# Lijst van artiesten bij Nuclear Blast
Dit is een lijst van artiesten van wie de Duitse platenmaatschappij Nuclear Blast muziek heeft uitgegeven. De lijst pretendeert niet actueel te zijn.

## A
- Abomination
- Accept
- After Forever
- Agathodaimon
- Agnostic Front
- Alkemyst
- All Ends
- All Shall Perish
- Am I Blood
- Amorphis
- Angelzoom
- Anthrax
- Arsis
- Avantasia

## B
- Bal-Sagoth
- Barcode
- Battle Beast
- Before the Dawn
- Belphegor
- Benediction
- Behemoth (band)
- Beyond the Black
- Biohazard
- Blackbriar
- Bleed the Sky
- Blind Guardian
- Bludgeon
- Brutality
- Bullet
- Bury Tomorrow

## C
- Candlemass
- Cathedral
- Children of Bodom
- Chimaira
- Clawfinger
- Communic
- Control Denied
- Crematory
- Crystal Ball

## D
- Darkane
- David Shankle Group
- Death
- Death Angel
- Death Strike
- Deathstars
- Defecation
- Demonoid
- Destruction
- Dew-Scented
- Diablo Boulevard
- Die Apokalyptischen Reiter
- Dimmu Borgir
- Disbelief
- Disharmonic Orchestra
- Dismember
- Dissection

## E
- Edguy
- Ektomorf
- Eluveitie
- Emperor
- Epica
- Evidence One
- Exodus
- Evil invaders

## F
- Farmer Boys
- Fear Factory
- Final Breath
- Fireball Ministry
- Forever Still

## G
- Godgory
- Golem
- Gorefest
- Gorgoroth
- Gotthard
- Grave Digger
- Graveworm
- Gun Barrel

## H
- HammerFall
- Helloween
- Helltrain
- Horde
- Hypocrisy

## I
- I (band)
- Illuminate
- Immortal
- Imperanon
- In Flames

## K
- Kataklysm
- Knorkator
- Kreator

## L
- Lacrimosa
- Liquido
- Lock Up
- Lost Society
- Lamb of God

## M
- Madrigal
- Malevolent Creation
- Mandragora Scream
- Manowar
- Master (Amerikaanse band)
- Mayan
- Meshuggah
- Mnemic
- M.O.D.
- Monstrosity
- Mortification
- My Early Mustang
- Mystic Prophecy

## N
- Narnia
- Nightwish
- Nile
- No Return

## O
- Omnium Gatherum
- One Man Army And The Undead Quartet
- Orphanage
- Overkill

## P
- Pain and nociception
- Pegazus
- Primal Fear
- Primesth
- Pro Pain
- Pungent Stench
- Pyogenesis

## R
- Rage
- Raise Hell
- Raunchy
- Re:Actor
- Ride the Sky
- Rings of Saturn

## S
- Sabaton
- Satyricon
- Savatage (Alleen Verenigde Staten)
- Scar Symmetry
- Secret Sphere
- Sepultura
- Sinergy
- Sinister
- Sinner
- Sirenia
- Skyclad
- Slaughter (Canada)
- Slayer
- Soilwork
- S.O.D.
- Sonata Arctica
- Sonic Syndicate
- Stahlhammer
- Steel Prophet
- Stormwitch
- Stratovarius
- Subway to Sally
- Such a Surge
- Suicidal Tendencies
- Susperia

## T
- Tapping the Vein
- Tankard
- Tarot
- Textures
- The 69 Eyes
- The Abyss
- The Apocalyptic Riders
- The Duskfall
- The Kovenant
- Theatre of Tragedy
- Therion
- Threat Signal
- Threshold
- Thunderstone
- Tidfall
- Tolkki, Timo
- To/Die/For
- The Charm The Fury

## W
- Warhammer
- Warlord UK
- Warrior
- Wintersun
- World Under Blood